# Spoorwegvervoerder

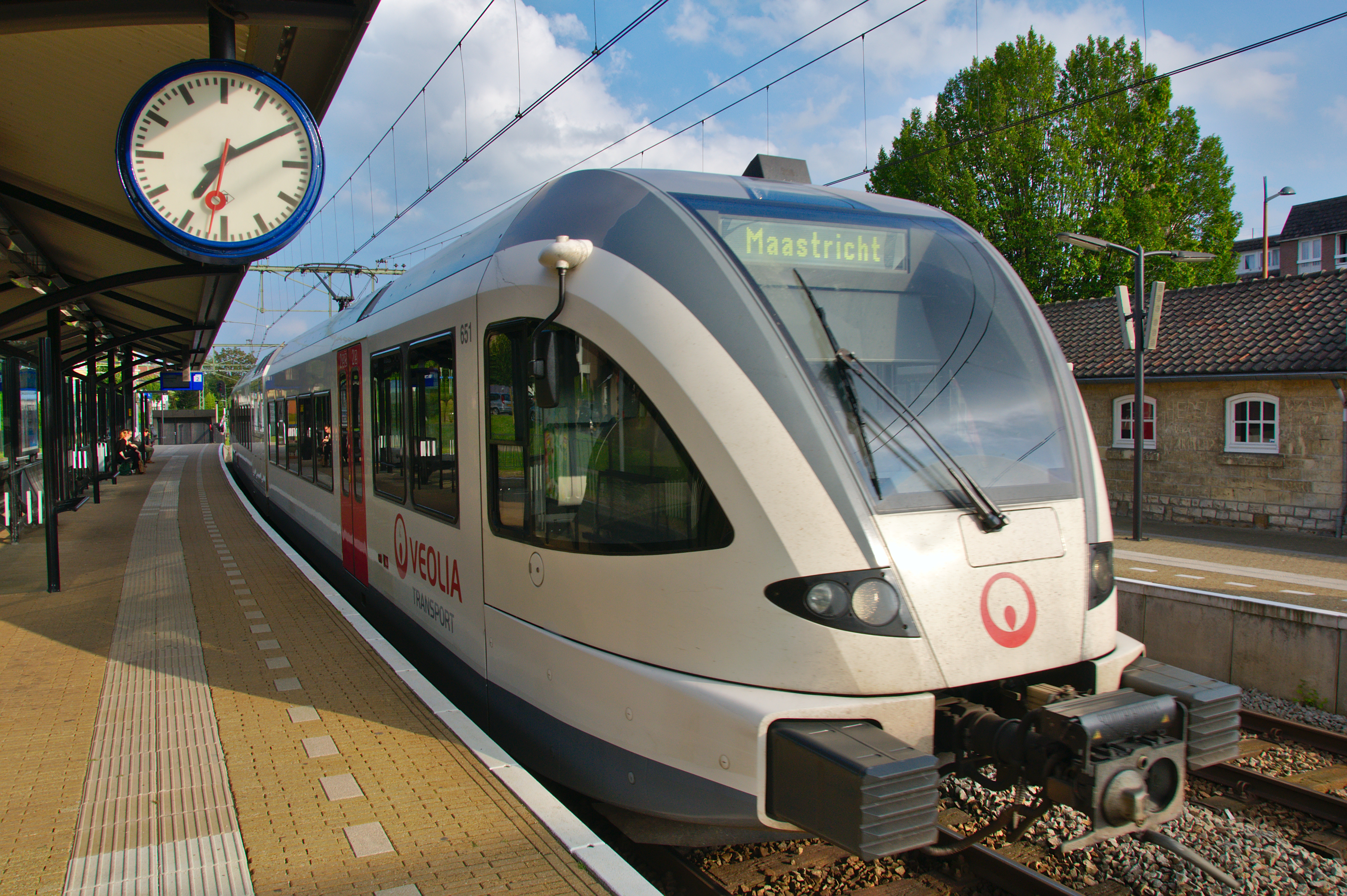
Een trein, een 'Gelenktriebwagen' (GTW), van Veolia bij Station Valkenburg, 16 juli 2016

Een spoorwegvervoerder is in Europa een onderneming die zich richt op het vervoer per spoor.
De spoorwegvervoerders zijn verantwoordelijk voor:
- Het bieden van vervoerdiensten per spoor, dus het laten rijden van treinen
- Het maken van een vervoerplan, op basis waarvan hij
  - capaciteit claimt bij de spoorwegbeheerder; dit doet hij in de vorm van het aanvragen van treinpaden,
  - treinpersoneel (conducteurs, servicemedewerkers en machinisten of treinbestuurders) inroostert,
  - spoorvoertuigen ter beschikking stelt.
- De zorg voor onderhoud en veiligheid van de spoorvoertuigen.
- De zorg voor de veiligheid van passagiers en/of lading.

De spoorwegvervoerders betalen een gebruiksvergoeding of infraheffing aan de spoorbeheerder voor het gebruik van het spoor.

## Het ontstaan van spoorvervoerders
De Europese Unie bepaalde met EU-richtlijn 91/440/EEG uit 1991 dat de nationale spoorwegondernemingen tot op zekere hoogte zouden verzelfstandigen en dat er een scheiding kwam tussen het spoorwegbeheer en het spoorwegvervoer. Door de splitsing ontstonden spoorwegvervoerders, die vervoerdiensten per trein bieden.